# Gyrostipula obtusa
Gyrostipula obtusa är en måreväxtart som beskrevs av Eman. och Sylvain G. Razafimandimbison. Gyrostipula obtusa ingår i släktet Gyrostipula och familjen måreväxter.
Artens utbredningsområde är Madagaskar. Inga underarter finns listade i Catalogue of Life.